# Sri Yukteswar Giri
Sri Yukteswar Giri (Devanagari: श्रीयुक्तेश्वर गिरि, bengalí: শ্রীযুক্তেশ্বর গিরী) també esmentat com a Sriyukteswar Giri o Sriyukteshvar Giri (Serampore, 10 de maig de 1855 - 9 de març de 1936) és el nom monàstic de Priya Nath Karar (també escrit com Priya Nath Karada). És un monjo i iogui indi membre de la branca Giri de l'ordre Swami. Fou deixeble de Lahiri Mahasaya i el guru de Paramahansa Yogananda i de Satyananda Giri. Era un Kriya iogi, un jyotisha (astròleg vèdic), un erudit del Bhagavad Gita i dels Upanishads, un educador i un astrònom.
Priya Nath quan era jove perd el seu pare i assumeix gran part de la responsabilitat de gestionar les granges de la família. Era un estudiant brillant. Passa els exàmens d'accés i s'inscriu al col·legi missioner cristià de Serramporr, on s'interessà per la Bíblia. També assisteix al Calcuta Medical College (aleshores afiliat a la Universitat de Calcuta) durant gairebé dos anys.

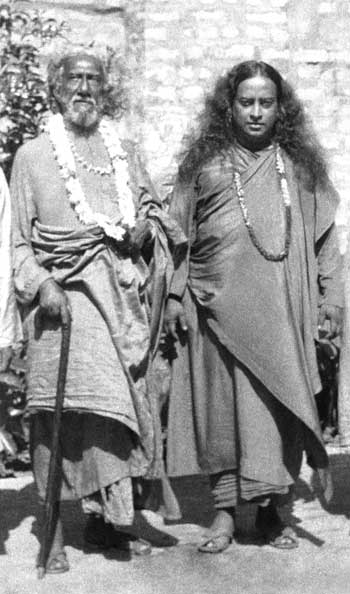
Sri Yukteswar i el seu deixeble Paramahansa Yogananda

Després de sortir de la universitat, Priya Nath es casà i tingué una filla. La seva dona va morir al cap de pocs. I fou llavors quan es va iniciar en l'ordre monàstic dels Swami com a Sri Yuktesvar Giri. El 1884, Priya Nath va conèixer en Lahiri Mahasaya, que es va convertir en el seu guru i el va introduir amb el kriya ioga. Sri Yukteswar passa molt de temps durant els anys següents amb el seu guru, sovint visitant-lo a Benarés. El 1894, mentre assistia al Kumbha Mela a Allahabad, va conèixer al guru de Lahiri Mahasaya en Mahavatar Babaji. Aquest va demanar a Sri Yukteswar que escrivís un llibre comparant les escriptures hindús i la Bíblia. Mahavatar Babaji també atorga a Sri Yukteswar el títol de "Swami" en aquest encontre.

Sri Yukteswar completa el llibre sol·licitat el mateix 1894, anomenant-lo Kaivalya Darsanam. Es va reeditar l'any 1920 per la Self-Realization Fellowship, amb el títol The Holy Science. A la introducció va escriure:
L'objectiu d'aquest llibre és mostrar el més clarament possible que hi ha una unitat essencial en totes les religions; que no hi ha diferència en les veritats inculcades per les diverses creences; que només hi ha un mètode pel qual el món, tant extern com intern, ha evolucionat; i que només hi ha un objectiu admès per totes les escriptures.
En el llibre Sri Yukteswar exposa la teoria que el cicle equinoccial té una durada de 24.000 anys. El cicle es divideix en un arc ascendent i un descendent, cadascun d'una durada de 12.000 anys. Cada arc inclou quatre yuges o èpoques, anomenades Kali Yuga, Dwapara Yuga, Treta Yuga i Satya Yuga, que corresponen a la concepció grega de l'edat del ferro, el bronze, la plata i l'or. " (Paramhansa Yogananda, Autobiografia de un iogui, 1946)

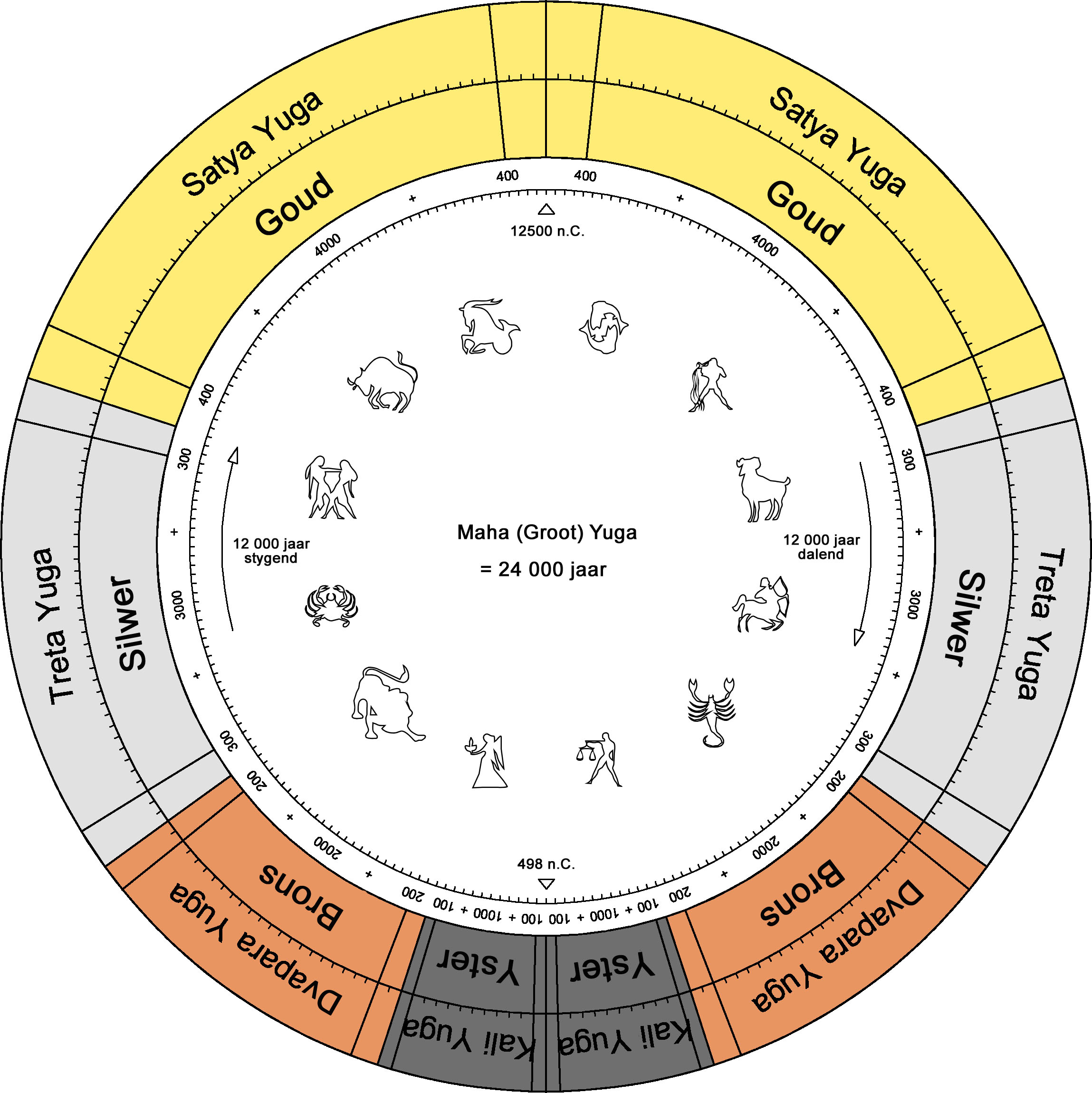
El cicle d'èpoques astrològiques il·lustrat per Sri Yukteswar en la seva teoria Sacred Science. Cicle que relaciona amb la subdivisió hindú de les quatre edats del món: or, plata, bronze i ferro.

Sri Yukteswar converteix la seva gran casa familiar de dos pisos a Serampore en un àixram, anomenat-lo Priyadham, on resideix amb els estudiants i deixebles. El 1903, també va establir un ashram a la ciutat costanera Puri, anomenant-lo Karar Ashram. Des d'aquests dos ashrams, ensenya als estudiants i comença una organització anomenada "Sadhu Sabha".
L'interès per l'educació porta a Sri Yukteswar desenvolupar un programa educatiu de física, fisiologia, geografia, astronomia i astrologia. Escrigué un llibre per a bengalís sobre l'aprenentatge de l'anglès bàsic i l'hindi anomenat First Book i un llibre bàsic sobre astrologia. Més endavant, s'interessa per l'educació de les dones, fet inusual a la Bengala de l'època.
Sri Yukteswar era especialment docta amb la Jyotiṣa (astrologia índia) i prescriu diverses joies i polseres astrològiques als seus estudiants. També estudià astronomia i ciències, com ho demostra la formulació de la seva Teoria Yuga a The Holy Science.
Sri Yukteswar Només té uns quants seguidors durant un llarg període, però el 1910, el jove Mukunda Lal Ghosh es convertirà en el deixeble més conegut de Sri Yukteswar, difonent els ensenyaments del Kriya Yoga arreu del món sota el nom de Paramahansa Yogananda. Yogananda atribueix al fet que Sri Yukteswar tingués un nombre reduït de seguidors als seus estrictes mètodes de formació, que en Yogananda afirma que "no es poden descriure d'una altre forma que no sigui de dràstics".

Respecte al paper del guru, Sri Yukteswar afirma:
"Mira, és inútil creure a cegues que, després de tocar-te, et salvaràs o que un carro del paradís t'espera. A causa de l'assoliment del guru, el contacte santificador es converteix en una ajuda de la floració del Coneixement i, respectuós per haver obtingut aquesta benedicció, has de convertir-te tu mateix en una persona sàvia i continuar el camí cap a l'elevació de la vostra ànima aplicant les tècniques de sadhana que et dona el guru " 
Yukteswar va arribar al Mahasamadhi a Karar Ashram, Puri, Índia, el 9 de març de 1936.
Com a curiositat la cara de Sri Yukteswar es pot veure a la portada de l'àlbum dels Beatles, Sgt. Pepper's Lonely Hearts Club Band (1967). Apareix a la part superior esquerra de la multitud darrere dels Beatles.